# Nova knjiga Tanga
Nova knjiga Tanga, imenovana tudi Nova zgodovina Tanga, je delo, ki  v desetih knjigah v 225 poglavjih opisuje uradno zgodovino dinastije Tang. Gradivo za knjigo je zbrala skupina učenjakov dinastije Song pod vodstvom Oujang Šjuja in Song Čija. 
Do 18. stoletja se je knjiga imenovala preprosto Tangshu (Knjiga Tanga). 

## Zgodovina
V kitajski zgodovini so dinastije običajno pisale zgodovine svojih neposrednih predhodnikov kot sredstvo za utrjevanje lastne legitimnosti. Posledično je bila v času pozne dinastije Jin v obdobju  petih dinastij in desetih kraljestev že sestavljena prva zgodovina dinastije Tang, imenovana Stara knjiga Tanga (唐書) ali Knjiga dinastije Tang. 
Ker se je Stara knjiga Tanga zdela cesarju Songa Renzongu neorganizirana in ne dovolj jasna, je leta 1044 naročil pisanje nove  zgodovine Tanga. Delo je trajalo sedemnajst let in bilo zaključeno leta 1060. 

## Vsebina
Nova knjiga Tanga se tako po organizaciji kot po vsebini bistveno razlikuje od starejše različice, deloma zaradi knjižnih in filozofskih nagnjenj njenih glavnih urednikov. Oujang Šju se je pri ocenjevanju zgodovinskih poročil pogosto skliceval na načelo razuma in izbrisal vsa poročila, ki so vsebovala elemente mita ali vraževerja, s čimer je dramatično skrajšal številne biografije cesarjev in pomembnih osebnosti.
V Novi knjigi Tanga je več novih poglavij, zanimivih za zgodovino Tanga. V knjigi je povečano število razprav (志), vključno s temami o trgovanju s konji s Tibetom in vojaških zadevah ter preglednica hierarhije državne uprave Tanga, ki je v Stari knjigi Tanga ni. Druga značilnost  je raba analitičnih preglednic (表) dogodkov in nasledstev, ki niso vključevale samo cesarjev samih, ampak tudi kanclerje in lokalne vojaške guvernerja (jiedušije).  
Drugačen je tudi slog pisanja, ker sta bila Oujang Šju in Song Či občudovalca poenostavljenega 'starodavnega' proznega sloga učenjakov Tanga, kot je bil Han Ju, namesto izumetničenega proznega sloga, ki ga najdemo v uradnih dokumentih Tanga. To je privedlo do spremembe prvotnih besedil v dokumentih, citiranih v Novi knjigi. Na žalost se je pri tem izgubila neposredna uporaba sodnih zapisov Tanga, nekateri odlomki so postali nejasni, v iskanja bolj 'starodavnih' besed za preoblikovanje izvirnega besedila pa je bilo v besedilo vnešeno veliko napak.

### Letopisi
Letopisi cesarjev Tanga so v zvezkih 1–10 in so znatno krajši kot v Stari knjigi.

### Razprave
Razprave so v zvezkih 11–60. V primerjavi s Staro knjigo so zelo razširjene. Največ razprav je o obredih in glasbi (禮樂, zvezki 11–22). Nova knjiga Tanga je bila prva standardna zgodovina, ki je vključevala razpravo o izbiri in imenovanju uradnikov (選擧志). Opisan je izpitni sistem, ki je postal vse bolj pomemben vidik zaposlovanja uradnikov v Tangu, zlasti po letu 780.

### Preglednice
Preglednice so v zvezkih 61–75. 

### Biografije
V Novi knjigi Tanga so štiri biografije žensk, ki jih v Stari knjigi Tanga ni bilo. Ženske iz dinastije Tang se ubijajo ali pohabljajo na grozljive načine. Opisi njihovih dejanj so bili namenjeni odvračanju bralcev od ekstremnega vedenja. Ženska Lu, na primer, si iztakne oko, da bi svojemu bolnemu možu zagotovila, da za njim ne bo drugega moškega. V delo so vključene tudi biografije 35 preveč sinovskih in bratskih moških, ki se sicer ne zatekajo k pohabljanju, vendar jih najdemo med  biografijami žensk.